# Ruth Heinz
Ruth Heinz (Ciudad de Buenos Aires, Argentina, 18 de agosto de 1959) es una Ingeniera Agrónoma y Doctora en Ciencias Biológicas. Desde noviembre de 2018, Directora del Centro de Investigación en Ciencias Veterinarias y Agronómicas (CICVyA) del Instituto Nacional de Tecnología Agropecuaria (INTA) e Investigadora en la categoría Investigador Principal de la Carrera del Investigador Científico y Tecnológico del Consejo Nacional de Investigaciones Científicas y Técnicas (CONICET). Se especializa en biotecnología vegetal, en el estudio de la interacción hospedante-patógeno y la investigación genómica y post-genómica aplicada a estreses bióticos y abióticos en cereales y oleaginosas.

## Trayectoria profesional
Realizó sus estudios de grado en la Facultad de Agronomía de la Universidad de Buenos Aires (UBA), donde egresó como Ingeniera Agrónoma en 1984 y Magister Scientiae en 1991. En el año 1992, se graduó como Doctora en Ciencias Biológicas por la Facultad de Ciencias Exactas y Naturales (UBA).
Posteriormente realizó estudios posdoctorales en la Universidad de Guelph, Canadá (1992-1994), y trabajó como Investigadora Asociada en el Departamento de Agricultura de los Estados Unidos (USDA) (1996-1998) y en el Departamento de Agricultura de Canadá (Agriculture and Agri-Food Canada; AAFC) (1998-2000).
En el Instituto de Biotecnología de INTA, se desempeñó como Jefa del Laboratorio de Genómica de Cereales y Oleaginosas (2001-2005), como Coordinadora del Área Biología Molecular de Plantas (2005-2013) y como Directora del Instituto (2014-2018). Actualmente se desempeña como Directora del CICVyA, el cual incluye cinco institutos de investigación dedicados a las áreas de sanidad y mejoramiento animal y vegetal.
A lo largo de su carrera, ha dirigido y participado en diversos proyectos nacionales e internacionales. Es autora de más de cincuenta publicaciones en revistas científicas y libros. También ha realizado publicaciones en revistas de divulgación y medios audiovisuales. Ha sido revisora en revistas científicas internacionales de alto factor de impacto. Ha dirigido tesis doctorales, de maestría y de grado. Ha sido jurado de más de veinte tesis doctorales. Ha desempeñado cargos docentes tanto en la Facultad de Agronomía como en la Facultad de Ciencias Exactas y Naturales de la Universidad de Buenos Aires. Ha dictado conferencias en Francia, Cuba, México, Brasil, Uruguay y distintas provincias de Argentina. Ha participado en más de 150 presentaciones en congresos nacionales e internacionales. Ha participado en la organización de reuniones científicas y tecnológicas nacionales e internacionales.

## Premios y distinciones
- Premio al mejor trabajo otorgado por la International Frutan Society (IFS), en el 6th Internacional Fructan Symposium, Sapporo, Japón.[18]
- Premio al mejor trabajo otorgado por AAPRESID en REDBIO 2009, Rosario Argentina.[19]
- Premio mejor trabajo en formato póster otorgado por REDBIO 2011, Buenos Aires, Argentina.